# Благоје Стојановић (сликар)
Благоје Стојановић (Лесковац, 1906 — Лесковац, 1984) био је српски сликар. Један је од првих школованих лесковачких сликара. Живео је у време сурове и честе борбе која се водила у маленим уметничким срединама око излагања, награда, откупа и признања. Услед тога некако је измакао пажњи јавности.

## Биографија
Рођен је као пето дете учитеља Проке Стојановића и домаћице Јевросиме Црниловић. Његов уметнички живот отпочео је 1925. године у Београду. Те године је као талентовани деветнаестогодишњак и један од најбољих ђака Тодора Грујића, учитеља вештина у лесковачкој гимназији, дошао на Државну уметничку школу, у класу Бете Вукановић и Љубе Ивановића. Ови мајстори изводили су наставу на високом педагошком нивоу па су ученици из школе излазили са веома добро савладаним занатом, основама технологије и добрим знањем историје уметности. Ретки међу њима попут Благоја, у првим годинама свог стварања, усвојили су принципе модерног сликарства.
У време његовог школовања на Уметничкој школи уметнички живот у Београду нагло се развијао. Томе су допринели изградња Уметничког павиљона „Цвијета Зузорић”, велики откупи слика, међународне изложбе и излажење „Уметничког прегледа”, првог српског часописа за уметност и културу.
Од 5 до 10. јуна 1929. године полагао је дипломски испит за наставника цртања и писања на Краљевској уметничкој школи у Београду . Исте године, одлуком министра просвете, постављен је за привременог учитеља вештина друге групе Гимназије у Прокупљу. По чиновничком закону, од марта 1931. године, преведен је у положај приправника наставника. У првим месецима те године основао је Удружење ликовних уметника Моравске бановине у Нишу. Већ наредног месеца Удружење је имало прву изложбу. Као члан удружења излагао је на тој изложби. Две године касније положио је испит за учитеља вештина из вештине цртања и писања у Другој мушкој гимназији у Београду после чега је преведен у звање учитеља вештина IX положајне групе. 1934. године оженио се Василијом Петровић, суплентом гимназије у Прокупљу.
У Прокупљу је развио веома живу делатност, бавио се спортом, основао је скијашку секцију у гимназији, био је секретар „Сокола”. Савесно и одговорно вршио је педагошку дужност али му је сликарство било најважније. Из тог периода остао је мали број радова, углавном цртежа и акварела.
Одлуком министра просвете, септембра 1936. премештен је за учитеља вештина Гимназије у Вуковару. У овом граду наставио је са интензивним бављењем сликарством и учествовањем на великим изложбама у Београду. Истовремено, припремао је своју прву самосталну изложбу. На позив Удружења ликовних уметника, 1937. године, излагао је као гост у дворани Инжењерског дома у Београду заједно са уметницима из Загреба и Љубљане. Ова изложба привукла је велику пажњу у ондашњем ликовном животу престонице.
Своју прву самосталну изложбу организовао је 7. новембра исте године у просторијама Хрватског дома у Вуковару. Изложбу је отворио Јосип Цар, професор гимназије. На њој је постигао значајан успех а изложбу је пропратило више написа у ондашњој штампи и најава у „Политици”. Критички најпоузданији текст о изложби појавио се у вуковарској „Слободној мисли”. После овог успеха продужио је са радом и друштвеном активношћу.
У том периоду настао је велики број акварела и цртежа који нису сачувани јер су највећим делом продати у Вуковару. Истовремено је у новинама често објављивао цртеже и илустрације. Један од њих је „Ропство у Сибирији”, објављен 1937. године у вуковарској „Слободној мисли”. У цртежима и илустрацијама видљива је његова тематска еволуција која се може препознати по присуству рецидива социјалне уметности.
У јулу 1940. године вратио се у свој родни град. Наиме, одлуком министра просвете, постављен је за учитеља вјештина у Државној реалној гимназији у Лесковцу где започиње нову школску годину. Ову службу прекинуо је Други светски рат а он је почетком 1941. позван на војну вежбу у Каменицу код Ниша.
Већ у априлу 1941. заробљен је у борбама код Цариброда и интерниран преко Бугарске и Румуније у Аустрију. Најпре је одведен у логор Stalag XVIII B (Spital a Dran) у Корушкој, а од фебруара 1942. налазио се у логору Stalag XVIII C-st. Jochan in Pongau код Салцбурга. Годину дана његова породица није знала да ли је међу живима. Тада је добила званично обавештење од Међународног одбора Црвеног крста да се налазио у логору Сталаг 18 ц бр. 8.
У ропству је остао све до слома фашизма, маја 1945. године а у домовину се вратио у септембру.
На дужност учитеља вештина VII групе у лесковачкој гимназији ступио је 4. фебруара 1946. године, одлуком Министарства просвете.
Одмах по доласку и распоређивању на посао почео је да се бави сликарством сарађујући у „Нашој речи” где је објавио неколико линореза - портрета знаменитих личности руске културе и револуције (Горког, Лењина). Сликао је разрушени Лесковац, његову поновну изградњу, последице поплава. Волео је да прави излете у поља надомак града са којих се враћао са пуним блоком изванредних цртежа тушем, решених крајње једноставно, експресивном линијом, усковитланим небом и усталасаном травом.
Нажалост, последице рата нису изостале. У званичном акту школе оцењен је као човек слабих живаца, пргав, уображен у односу на колеге. Све ово условило је да школске 1948./49. године буде удаљен из службе по сили закона и пензионисан.
Након овог постпука, који га је тешко погодио, наставио је да слика са још већом жестином и страшћу. У том периоду створио је серију изузетно опорих акварела са јаким психолошким набојем.
Нашавши се у тешкој материјалној ситуацији, без посла, фебруара 1949. године упутио је писмо поверенику за просвету Градског народног одбора у Лесковцу коме је понудио известан број својих слика, цртежа и акварела из живота града. У немогућности да их прода одбору, излагао је своја дела у излозима продавница у циљу пропаригарања уметности и у концепту каталога за самосталну изложбу слика. 1951. године затражио је од УЛУСА термин за излагање у Београду али је наишао на негативан одговор. Након овога одлучује да организује самосталну изложбу у свом родном граду. Све радове око организовања преузео је на себе и о свом трошку. Своју другу самосталну изложбу отворио је 24. јуна 1956. године у сали Градске читаонице. Изложба је имала хроничарски карактер која бележи живот града са свим променама. Од тада, упркос трагедији која га је задесила (смрт сина), упорно је радио, стварајући мноштво скица, акварела и цртежа.
У мају 1974. доживео је пуну уметничку сатисфакцију. Његовом трећом самосталном изложбом слика увеличан је почетак рада галерије музеја. Четврту изложбу имао је у дому ЈНА.
Даљи ток живота био је одређен сталним радом на сликарству. Често се могао видети како у цик зоре одлази пут поља да искористи јутарње светло за сликање. Када га је болест везала за постељу и ометала у раду није хтео да престане са сликањем. Налазио је снагу да се попне до атељеа, да кроз прозор погледа град и планине и покуша да их наслика на начин како је то чинио у младости. До последњег дана био је опседнут сликарством.
Преминуо је 1984. године у 78 години живота.